# Sangue di Cristo (Donatello)
La lunetta del Sangue di Cristo è un'opera attribuita a Donatello conservata nella chiesa delle Sante Flora e Lucilla  di Torrita di Siena. 

## Storia
La datazione è controversa e oscilla tra gli anni 1430, periodo delle migliori opere a stiacciato dello scultore, e gli anni 1457-1459 quando l'artista, già anziano, lavorò a Siena. È in marmo e misura 39,8 × 67 cm.

## Caratteristiche
L'opera, già all'ospedale Maestri, nella lunetta del portale dell'oratorio di Santa Maria delle Nevi, mostra un'iconografia rara, in cui il Cristo risorto sta versando il proprio sangue in un'ampollina eucaristica sorretta da un angelo. Altri angeli volano attorno e ricordano uno schema compositivo con una "mandorla" simile a quello del pannello dell'Assunzione della Vergine sul sepolcro del cardinale Rainaldo Brancaccio della chiesa di Sant'Angelo a Nilo a Napoli. In basso sporgono le teste dei due donatori.